# 通信保全監査隊
通信保全監査隊（つうしんほぜんかんさたい、JGSDF Signal Security & Monitoring Troop:SSMT）は、陸上自衛隊市ヶ谷駐屯地（東京都新宿区）に駐屯するシステム通信団の隷下のシステム通信科部隊である。

## 概要
隊長は1等陸佐（二）が充てられ、陸上自衛隊の通信監査および暗号の設計等、セキュリティ全般に関することを任務とする。隊員は通信技術、暗号、セキュリティに長けた自衛官および事務官、技官で構成されている。
1960年（昭和35年）1月14日、通信団発足に伴い、通信監査隊として新編された。1987年（昭和62年）3月26日、通信保全監査隊に改編。
なお、海上自衛隊、航空自衛隊にも同様の任務を有する部隊があり、海上自衛隊はシステム通信隊群隷下に保全監査隊、航空自衛隊には航空システム通信隊隷下に保全監査群が編成されている。

## 沿革
通信監査隊
- 1960年（昭和35年）1月14日：通信団発足に伴い、通信監査隊として市ヶ谷駐屯地に新編。

通信保全監査隊
- 1987年（昭和62年）3月26日：通信監査隊（市ヶ谷駐屯地）を通信保全監査隊に改編。
- 2018年（平成30年）3月27日：通信団が陸上総隊隷下のシステム通信団に改編。

## 部隊編成
- 通信保全監査隊本部
- 保全隊：暗号の設計を担当。
- 監査隊：陸上自衛隊の通信を以下の5つに区分して常時監査を実施。加えて、陸上自衛隊のシステムに関する監査も実行している。

1. 電波監査：無線局の運用状態（送信出力、送信周波数偏差、高調波の有無等）。
2. 電信監査：無線通信の規定の履行の状態（交信法等）。
3. 電話監査：有線通信における通話・通信内容（電話FAXを含む）。
4. 電報処理監査：信務電信における規定の履行の状態。
5. メール監査：電子メールにおける規定の履行の状態。

- 作成処理隊：陸上自衛隊で使用される暗号の作成・配布・保管を担当。

## 主要幹部
| 官職名           | 階級    | 氏名     | 補職発令日     | 前職        |
| ---------------- | ------- | -------- | -------------- | ----------- |
| 通信保全監査隊長 | 1等陸佐 | 篠田和彦 | 2022年12月01日 | 第1電子隊長 |

| 代 | 氏名                 | 在職期間                                                  | 前職                                         | 後職                                                 |
| -- | -------------------- | --------------------------------------------------------- | -------------------------------------------- | ---------------------------------------------------- |
| 01 | 河合秀男 （2等陸佐） | 1960年01月14日 - 1961年02月28日                           | 固定通信群本部付                             | 通信団本部 →1961年7月14日 停年退官 （1等陸佐昇任）   |
| 02 | 加藤晋輔             | 1961年03月01日 - 1963年07月31日                           | 通信団本部付                                 | 陸上自衛隊東北地区補給処副処長                       |
| 03 | 松元朝雄 （2等陸佐） | 1963年08月01日 - 1964年07月15日                           | 通信団本部勤務                               | 通信団本部 →1965年1月24日 停年退官 （1等陸佐昇任）   |
| 04 | 葛葉重雄 （2等陸佐） | 1964年07月16日 - 1967年03月15日                           | 通信団本部勤務                               | 陸上自衛隊通信補給処総務部長                         |
| 05 | 根岸八州雄           | 1967年03月16日 - 1968年03月15日                           | 中部方面総監部通信課長                       | 東部方面総監部通信課長                               |
| 06 | 野村隆一 （2等陸佐） | 1968年03月16日 - 1969年07月15日                           | 陸上幕僚監部通信課訓練班長                   | 通信団本部付 →1970年3月24日 停年退官 （1等陸佐昇任） |
| 07 | 塚本弘満             | 1969年07月16日 - 1970年03月15日                           | 陸上幕僚監部通信課運用班長                   | 西部方面総監部通信課長                               |
| 08 | 竹内吉治             | 1970年03月16日 - 1972年03月15日                           | 北海道地区補給処副処長                       | 通信団本部付 →1972年6月18日 停年退官 （陸将補昇任）  |
| 09 | 細田民雄             | 1972年03月16日 - 1974年07月15日                           | 陸上自衛隊通信学校第2教育部長                | 通信団本部勤務 →1974年12月2日 停年退官               |
| 10 | 滝澤公明             | 1974年07月16日 - 1976年03月15日 ※1976年1月1日 1等陸佐昇任 | 陸上幕僚監部通信課勤務                       | 中部方面総監部通信課長                               |
| 11 | 長山照雄 （2等陸佐） | 1976年03月16日 - 1977年07月31日                           | 陸上幕僚監部通信課勤務                       | 陸上自衛隊通信補給処総務部長                         |
| 12 | 生駒卓也 （2等陸佐） | 1977年08月01日 - 1980年03月16日                           | 中央野外通信群副群長                         | 陸上自衛隊通信学校勤務                               |
| 13 | 小栁正行             | 1980年03月17日 - 1982年03月15日                           | 陸上自衛隊関西地区補給処通信部長             | 陸上自衛隊通信補給処技術部長                         |
| 14 | 下山一成             | 1982年03月16日 - 1983年07月31日                           | 通信団本部高級幕僚                           | 中央基地通信隊長                                     |
| 15 | 田村晃一             | 1983年08月01日 - 1986年03月16日                           | 陸上自衛隊通信補給処勤務                     | 陸上自衛隊通信補給処勤務 →1986年8月1日 退職          |
| 未 | 青野繁               | 1986年03月17日 - 1987年03月25日                           | 技術研究本部技術開発官 （陸上担当）付第6班長 | 通信保全監査隊長                                     |

| 代 | 氏名       | 在職期間                        | 出身校・期   | 前職                                                                       | 後職                                      |
| -- | ---------- | ------------------------------- | ------------ | -------------------------------------------------------------------------- | ----------------------------------------- |
| 01 | 青野繁     | 1987年03月26日 - 1988年03月31日 | 防大4期      | 通信監査隊長                                                               | 陸上自衛隊幹部学校主任研究開発官          |
| 02 | 山田修     | 1988年04月01日 - 1990年03月15日 | 防大5期      | 陸上幕僚監部防衛部研究課勤務                                               | 陸上自衛隊通信補給処副処長                |
| 03 | 宮本芳昌   | 1990年03月16日 - 1992年08月02日 | 防大7期      | 中部方面通信群長                                                           | 資材統制隊長                              |
| 04 | 山根健次   | 1992年08月03日 - 1994年03月31日 | 防大9期      | 東北方面通信群長                                                           | 通信団副団長                              |
| 05 | 猪狩正道   | 1994年04月01日 - 1996年12月15日 | 防大12期     | 中部方面通信群長                                                           | 帯広駐屯地業務隊長                        |
| 06 | 安藤公友   | 1996年12月16日 - 1998年11月30日 | 芝浦工業大学 | 技術研究本部 技術開発官（陸上担当）付 第6開発室長                          | 神町駐屯地業務隊長                        |
| 07 | 熊澤正純   | 1998年12月01日 - 2001年03月26日 | 防大17期     | 情報本部勤務                                                               | 陸上自衛隊研究本部主任研究開発官          |
| 08 | 佐藤誠喜   | 2001年03月27日 - 2003年07月31日 | 防大15期     | 通信団本部高級幕僚                                                         | 通信団本部勤務                            |
| 09 | 村田和美   | 2003年08月01日 - 2006年03月26日 | 防大17期     | 装備実験隊第4実験科長                                                      | 通信団本部付 →2006年4月20日 退職          |
| 10 | 泉幸夫     | 2006年03月27日 - 2007年03月22日 | 防大19期     | 統合幕僚学校主任教官                                                       | 通信団本部付 →2007年6月7日 退職           |
| 11 | 鮫島茂広   | 2007年03月23日 - 2008年11月30日 | 防大21期     | 通信団本部高級幕僚                                                         | 通信団本部付                              |
| 12 | 相澤敦     | 2008年12月01日 - 2011年04月18日 | 防大24期     | 第1電子隊長                                                                | 装備実験隊副隊長                          |
| 13 | 片岡博信   | 2011年04月19日 - 2012年12月03日 | 防大26期     | 陸上自衛隊研究本部主任研究開発官                                           | 東北方面総監部監察官                      |
| 14 | 渋下十四郎 | 2012年12月04日 - 2014年07月31日 | 防大26期     | 陸上自衛隊研究本部研究員                                                   | 通信団本部付                              |
| 15 | 熊田栄     | 2014年08月01日 - 2017年03月22日 |              | 陸上幕僚監部装備部通信電子課 通信器材班長                                  | 通信団本部付                              |
| 16 | 小林宏明   | 2017年03月23日 - 2018年07月31日 | 防大31期     | 陸上自衛隊関東補給処通信電子部長                                           | 陸上自衛隊教育訓練研究本部 主任研究開発官 |
| 17 | 大川正洋   | 2018年08月01日 - 2020年03月15日 |              | 統合幕僚監部指揮通信システム部 指揮通信システム運用課 通信基盤維持管理班長 | システム通信団本部付 →2020年7月15日 退職  |
| 18 | 溝渕久男   | 2020年03月16日 - 2022年11月30日 | 防大36期     | 防衛研究所主任研究官                                                       | 陸上自衛隊開発実験団本部評価科長          |
| 19 | 篠田和彦   | 2022年12月01日 -                | 防大34期     | 第1電子隊長                                                                |                                           |

## その他
2006年に公開された日本映画『日本沈没(2006年版)』では、隊所属の車両が撮影に協力し、多数が登場した。